# Tribunal central
Tribunal central ou 100 Centre Street (100 Centre Street) est une série télévisée américaine en 1 pilote de 90 minutes et 29 épisodes de 42 minutes, créée par Sidney Lumet et diffusée entre le 15 janvier 2001 et le 5 mars 2002 sur A&E Network.
En France, la série a été diffusée sous le titre 100 Centre Street en version originale sous-titrée à partir du 18 avril 2002 sur Jimmy. Rediffusion l'année suivante sur cette même chaîne doublée en français sous le titre Tribunal central. Rediffusion sur Paris Première.

## Synopsis
Cette série met en scène tous les acteurs (juges, avocats, prévenus...) de la cour de justice de New York, située au 100 Centre Street.

## Distribution
- Alan Arkin (V. F. : Jean-Pierre Gernez) : Joe Rifkind
- LaTanya Richardson (V. F. : Odile Schmitt) : Attallah Sims
- Paula Devicq (V. F. : Marie-Laure Dougnac) : Cynthia Bennington
- Joseph Lyle Taylor (V. F. : Pascal Germain) : Bobby Esposito
- Manny Perez (V. F. : Axel Kiener) : Ramon Rodriguez
- Bobby Cannavale (V. F. : Constantin Pappas) : Jeremiah « JJ » Jellinek
- Michole White (V. F. : Véronique Desmadryl) : Fatima Kelly
- Phyllis Newman : Sarah Rifkind

- Version française
  - Société de doublage : Mediadub International[1]
  - Direction artistique : Katia Bochard[1]

Source V. F. : Doublage Séries Database

## Épisodes

### Première saison (2001)
1. Titre français inconnu (Bobby, Cynthia, Queenie and Joe) - 90 minutes
2. Justice à deux vitesses (And Justice For Some)
3. Frank et Bobby (My Brother’s Keeper)
4. Quand le passé nous rattrape (No Good Deed Goes Unpunished)
5. Panique au tribunal (Hostage)
6. Retournement de situation (Things Change)
7. La Prostituée au grand cœur (Lady Paris)
8. Un dossier brûlant (A Shot in the Dark)
9. Harcèlement sexuel (Joe Must Go)
10. Manipulation (The Bug)
11. Violences conjugales (Domestic Abuses)
12. Un choix difficile (Let’s Make a Night of It)

### Deuxième saison (2001-2002)
1. La Fille du juge Rifkind [1/2] (Kids [1/2])
2. Retrouvailles [2/2] (Kids [2/2])
3. Tel père, tel fils (Love Stories)
4. Moment de vérité (Queenie’s Tough)
5. Dans le pétrin (The Fix)
6. Pères et filles (Daughters)
7. Romance (Lost Causes)
8. Élection (Queenie’s Running)
9. Titre français inconnu (Andromeda And The Monster)
10. Titre français inconnu (Bottlecaps)
11. Titre français inconnu (End Of The Month)
12. Titre français inconnu (Give Up Or Fight)
13. Titre français inconnu (Babies)
14. Titre français inconnu (Zero Tolerance)
15. Titre français inconnu (Justice Delayed)
16. Titre français inconnu (Hurricane Paul)
17. Titre français inconnu (Fathers)
18. Titre français inconnu (It's About Love)